# Content-Lifecycle

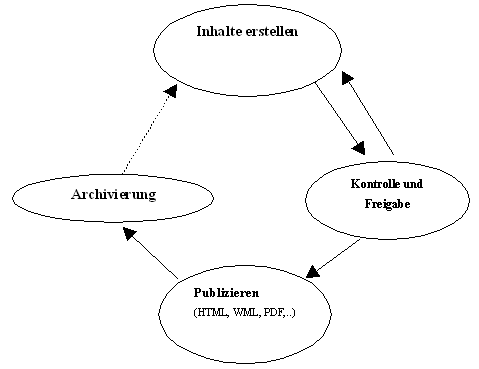
Schema Web-Content-Lifecycle

Der Content-Lifecycle bzw. Inhaltslebenszyklus beschreibt die Lebensphasen des Inhaltes eines Dokumentes. Im Zusammenhang mit der Publikation im Web spricht man auch von Web-Content-Lifecycle.
Die einzelnen Phasen sind im Folgenden erklärt und in der Grafik dargestellt.

## Inhalte erstellen
In dieser Phase erstellen die Autoren die  unterschiedlichen Objekte (Assets) aus denen die spätere Seite bestehen soll. Das können Texte sein, aber auch Grafiken, Videos oder andere Medienformate. Diese werden als „Content“ bezeichnet.
Bei der Erstellung des Contents nutzt man auch die gezielte Recherche nach vorhandenen Informationen. Es ist daher zu hinterfragen, welche Informationsquellen am häufigsten genutzt werden. Die Informationsquellen umfassen auch das eigene Archiv und eigene Publikationen (hier: Publikationen des Unternehmens/Instituts).
Eine andere Quelle zur Erstellung von Inhalten ist die Nutzung von Angeboten zur Content-Syndication.

## Kontrollieren und freigeben
In dieser Phase wird der vorher erstellte Inhalt auf faktische und gestalterische Korrektheit (z. B. bei Bildern) geprüft (auch Qualitätssicherung genannt). Dies geschieht im einfachen Fall durch den Ersteller des Contents selbst; typisch jedoch ist hier die Einführung einer Hierarchie, in der dann die Prüfung durch einen oder mehrere entsprechend autorisierte Mitarbeiter (Redakteure) erfolgen muss.
Bei nur einem überprüfenden Redakteur spricht man von dem 4-Augen-Konzept: Erst wenn der Inhalt durch 2 Personen (hier: Redakteur und Autor) akzeptiert wurde, kann die Seite zur Veröffentlichung weitergereicht werden.
Fällt die Prüfung negativ aus, wird der Content an den Autor zur Nachbearbeitung zurückgereicht.

## Publizieren
Nachdem ein Dokument freigegeben wurde, wird es in dieser Phase in das gewünschte Format portiert und unter einer festgelegten Adresse gespeichert.
Der wesentliche Schritt in dieser Phase besteht darin, dass die Inhalte nun für die Öffentlichkeit lesbar gemacht werden.
Je nach Art der Technik der Publikation und des verwendeten Verwaltungssystems ist diese Phase aufwendig: Bei einer Publikation im WWW reicht es nicht, allein eine neue Webseite zu generieren und diese irgendwo auf dem Webserver abzulegen; Referenzen müssen zumindest von dem Index der Website gesetzt werden, die einzelnen Teile der Webseite, welche neben dem reinen (HTML-)Text aus Bildern und anderen Objekten bestehen, müssen gespeichert werden und die Zugriffsrechte so gesetzt werden, dass das Zielpublikum die neue Webseite lesen kann.
Benutzt man als Autor oder Redakteur zur Veröffentlichung einer HTML-Seite lediglich einen Web-Editor, wie z. B. Microsoft Frontpage oder Macromedia Dreamweaver, werden viele der oben angerissenen Aufgaben durch Site-Management-Funktionen bewältigt. Jedoch reichen diese Funktionen bei weitem nicht aus, um komplexe Websites, die aus mehreren Tausend bis Millionen Objekten bestehen und spezielle Kontroll- und Freigabezyklen benötigen, zu verwalten.
Diese Aufgabe kann nur mit Unterstützung von Freigabeworkflows und datenbankgestütztem Publizieren von einem Redaktionssystem, Web-Content-Management-System oder Enterprise-Content-Management-System geleistet werden.

## Archivieren
Da Informationen veralten, muss sichergestellt werden, dass sie nach einer festgelegten Zeit automatisch archiviert oder aber einer Aufarbeitung zugeführt werden. Ebenso wie beim Publizieren muss beim Archivieren dafür gesorgt werden, dass die Inhalte auch später noch zu Recherchezwecken zugreifbar sind. Dies ist z. B. unerlässlich für rechtlich verbindlichen Inhalt. Gleichzeitig, und dies ist einer der wichtigsten Punkte bei der Archivierung, ist darauf zu achten, dass vorhandene Referenzen aus noch aktuellen Seiten durch die Archivierung nicht ungültig gemacht werden, bzw. zu einem Fehler führen.
Bei kleineren Unternehmen oder Instituten spielt die reine Archivierung keine große Rolle, so dass die Seiten unter Umständen nicht gesichert, sondern gelöscht werden.
Dies geschah auch beim traditionellen Web-Publishing, was sich in vielen Fällen später als großer Fehler erwies: Durch das Löschen ging Wissen verloren, auch wenn dieses zu dem Zeitpunkt der Löschung als veraltet und unwichtig erschien. Doch gerade auf dem Gebiet der wissenschaftlichen Publikationen ist ein Rückblick auf alte Publikationen von großer Bedeutung und Wichtigkeit für die Einhaltung der (natur)wissenschaftlichen Methode.
Werden über die Webseite geschäftliche Transaktionen abgewickelt (Elektronischer Handel), so sind die Transaktionsdaten zu archivieren, da sie handelsrechtlich (GoBS) oder steuerrechtlich (GDPdU) relevante originale Daten darstellen.
Ein weiterer Aspekt, der die Wichtigkeit von Archiven betont, ist auch hier die „Gesichtswahrung“ eines Unternehmens im Falle eines Notfalles. Der Imageschaden aufgrund eines Hackereinbruchs, bei dem der Internet-Auftritt geschädigt wird, kann durch das Einspielen einer Backup-Sicherung klein gehalten werden.